# Hezahiah Nyamau
Hezahiah Nyamau, född den 5 december 1942 i Kisii, Kenya, är en kenyansk friidrottare inom kortdistanslöpning.
Han tog OS-guld på 4 x 400 meter vid friidrottstävlingarna 1972 i München.